# Geierseck (Dorfen)
Geierseck ist ein Stadtteil von Dorfen im oberbayerischen Landkreis Erding. Der Weiler liegt circa fünf Kilometer nördlich von Dorfen.

## Baudenkmäler
In der Liste der Baudenkmäler in Dorfen sind für Geierseck zwei Baudenkmäler aufgeführt:
- Kapelle (Geierseck 2)
- Remise (Geierseck 3)